# (935) Кливия
(935) Кливия (лат. Clivia) — астероид главного астероидного пояса. Открыт 7 сентября 1920 года немецким астрономом Карлом Рейнмутом в обсерватории Хайдельберг-Кёнигштуль, Германия. Астероид был назван в честь комнатного растения семейства Амариллисовых.
Кливия не пересекает орбиту Земли, и делает полный оборот вокруг Солнца за 3,30 Юлианских лет.

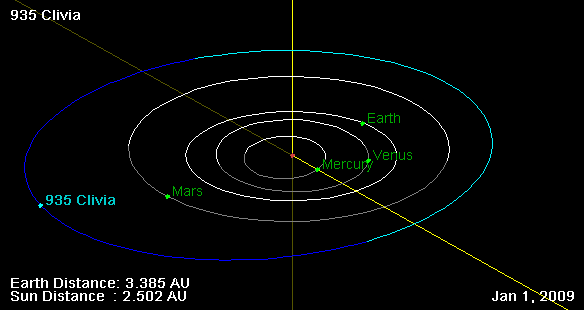
Орбита астероида Кливия, и его положение в Солнечной системе на 01.01.2009 г. Рисунок NASA JPL Small Body Orbit Viewer applet